# Vinassan
Vinassan  es una localidad  y comuna francesa, situada en el departamento del Aude en la región administrativa de Languedoc-Rosellón.

## Demografía

Población 1962-2008

| 817 | 878 | 980 | 1427 | 1427 | 2004 |
| Para los censos de 1962 a 1999 la población legal corresponde a la población sin duplicidades (Fuente: INSEE [Consultar]) |     |     |      |      |      |